# Primo ministro del Vietnam
Il Primo ministro del Vietnam (Thủ tướng Việt Nam in vietnamita), ufficialmente Primo ministro del Governo della Repubblica Socialista (Thủ tướng Chính phủ nước Cộng hòa Xã hội chủ nghĩa) è il capo del governo del Vietnam e ne presiede le riunioni. Dirige le attività dei membri del governo e può proporre la nomina di Vice Primi ministri all'Assemblea Nazionale.
Il primo ministro viene scelto tra i membri dell'Assemblea nazionale ed eletto dalla stessa su indicazione del Presidente della Repubblica. Durante il mandato risponde all'Assemblea nazionale, al suo Comitato Permanente e al Presidente. Serve anche come vicepresidente del Consiglio per la difesa e sicurezza nazionale ed è presidente del Consiglio per l'educazione nazionale e membro permanente della Commissione militare centrale. L'incarico di Primo ministro ha la durata di cinque anni, rinnovabile una volta sola.
Legalmente non è necessario che il Primo ministro sia membro del Partito Comunista del Vietnam ma in pratica tutti i Primi ministri sono membri del Politburo del Comitato centrale del partito.
Il Primo ministro in carica dal 2021 è Phạm Minh Chính, membro della XIV Assemblea nazionale.

## Elenco
Primo ministro dell'Impero del Vietnam 
| Immagine | Nominativo     | Carica del mandato              |
| -------- | -------------- | ------------------------------- |
|          | Trần Trọng Kim | 17 aprile 1945 – 23 agosto 1945 |

 Primo ministro della Repubblica Democratica del Vietnam 
| Immagine | Nominativo    | Carica del mandato                   |
| -------- | ------------- | ------------------------------------ |
|          | Ho Chi Minh   | 2 settembre 1945 – 20 settembre 1955 |
|          | Phạm Văn Đồng | 20 settembre 1955 – 2 luglio 1976    |

 Presidente del Consiglio dei ministri della Repubblica Socialista del Vietnam 
| Immagine | Nominativo    | Carica del mandato                |
| -------- | ------------- | --------------------------------- |
|          | Phạm Văn Đồng | 2 luglio 1976 – 18 giugno 1987    |
|          | Phạm Hùng     | 18 giugno 1987 – 10 marzo 1988    |
|          | Võ Văn Kiệt   | 10 marzo 1988 – 22 giugno 1988    |
|          | Đỗ Mười       | 22 giugno 1988 – 8 agosto 1991    |
|          | Võ Văn Kiệt   | 8 agosto 1991 - 24 settembre 1992 |

 Primo ministro della Repubblica Socialista del Vietnam 
| Immagine | Nominativo       | Carica del mandato                    |
| -------- | ---------------- | ------------------------------------- |
|          | Võ Văn Kiệt      | 24 settembre 1992 – 24 settembre 1997 |
|          | Phan Văn Khải    | 24 settembre 1997 – 27 giugno 2006    |
|          | Nguyễn Tấn Dũng  | 27 giugno 2006 – 7 aprile 2016        |
|          | Nguyễn Xuân Phúc | 8 aprile 2016 – 5 aprile 2021         |
|          | Phạm Minh Chính  | 5 aprile 2021 – in carica             |